# Dirty Dancing (musical)
Dirty Dancing: The Classic Story on Stage es un espectáculo en vivo basado en la película homónima de 1987. Aunque a menudo suele englobarse dentro del género musical, en realidad se trata de una escenificación del filme original que combina baile, música en directo y canciones pregrabadas. Escrita por la propia guionista de la película, Eleanor Bergstein, la obra incluye escenas adicionales que no aparecen en la versión cinematográfica así como canciones que la autora siempre quiso que formaran parte de la banda sonora pero que no fue posible conseguir en su momento. Un detalle que aleja a Dirty Dancing de un musical convencional es que ninguno de los dos personajes principales —Baby Houseman y Johnny Castle— canta a lo largo de toda la función.
El espectáculo está ambientado en un resort turístico de las montañas de Catskill, Nueva York, durante el verano de 1963. Frances “Baby” Houseman, una joven de diecisiete años, se encuentra atrapada en unas aburridas y monótonas vacaciones familiares, pero todo cambia cuando conoce al atractivo profesor de baile del hotel, Johnny Castle. 
Dirty Dancing se estrenó en 2004 en el Theatre Royal de Sídney y posteriormente también ha podido verse en el West End londinense y en numerosas ciudades a lo largo de todo el mundo.

## Producciones

### Australia
Dirty Dancing tuvo su première mundial el 18 de noviembre de 2004 en el Theatre Royal de Sídney, donde se representó con gran éxito hasta el 14 de mayo de 2005. Dirigido por Mark Wing-Davey, el espectáculo contó con coreografía de Kate Champion, diseño de escenografía de Richard Roberts, diseño de vestuario de Jennifer Irwin, diseño de iluminación de Nigel Levings, diseño de sonido de Michael Waters y dirección musical de Conrad Helfrich. El elenco estuvo liderado por Kym Valentine como Baby Houseman y Josef Brown como Johnny Castle.
Una vez concluida la temporada en Sídney, Dirty Dancing salió de gira por Australia y Nueva Zelanda, bajando el telón definitivamente el 23 de abril de 2006 en el Civic Theatre de Auckland. En total, la producción fue vista por más de 750 000 espectadores y superó las 500 funciones a lo largo de los dieciocho meses que se mantuvo en cartel.

### West End
2006
La buena acogida en Australia y Nueva Zelanda posibilitó el salto a Londres, donde el espectáculo debutó el 24 de octubre de 2006 en el Aldwych Theatre, con una preventa de entradas de más de quince millones de libras esterlinas, la mayor en la historia del West End. Al igual que en Sídney, el papel de Johnny Castle corrió a cargo de Josef Brown, quien estuvo acompañado de Georgina Rich como Baby Houseman. El equipo creativo lo formaron James Powell en la dirección, Kate Champion en la coreografía, Stephen Brimson Lewis en el diseño de escenografía, Jennifer Irwin en el diseño de vestuario, Tim Mitchell en el diseño de iluminación, Bobby Aitken en el diseño de sonido y Conrad Helfrich en la supervisión musical.
Tras una andadura de cinco años en los que fue visto por dos millones de espectadores, Dirty Dancing se despidió de la capital inglesa el 9 de julio de 2011, con más de 1 800 funciones a sus espaldas. Desde entonces su récord no ha sido igualado y en la actualidad continúa siendo el espectáculo de mayor permanencia en cartel en la historia del Aldwych Theatre.
2013
Entre el 13 de julio de 2013 y el 23 de febrero de 2014, Dirty Dancing regresó a los escenarios londinenses para instalarse por tiempo limitado en el Piccadilly Theatre del West End. La producción fue la misma que durante dos años había estado recorriendo Reino Unido e Irlanda bajo la dirección de Sarah Tipple. Jill Winternitz como Baby Houseman y Paul-Michael Jones como Johnny Castle lideraron el elenco en esta ocasión.
2016
La siguiente vez que Dirty Dancing se representó en el West End fue en el Phoenix Theatre entre el 6 y el 31 de diciembre de 2016, como parte de una gira por Reino Unido e Irlanda que había comenzado en agosto de ese año. Dirigido por Federico Bellone y protagonizado por Katie Hartland como Baby Houseman y Lewis Griffiths como Johnny Castle, este montaje utilizó la puesta en escena que había debutado un año antes en Italia y que posteriormente también pudo verse en México, España y Francia.
2022 y 2023
Entre el 2 de febrero y el 16 de abril de 2022, la versión de Federico Bellone realizó una temporada en el Dominion Theatre del West End, con Kira Malou como Baby Houseman y Michael O'Reilly como Johnny Castle. Tras unos meses de descanso, el espectáculo retornó a ese mismo recinto entre el 21 de enero y el 29 de abril de 2023.

### México
La première latinoamericana tuvo lugar el 9 de junio de 2016 en el Gran Teatro Molière de Ciudad de México, de la mano de la productora española LetsGo Company. Ximena Nava como Baby Houseman, Diego de Tovar como Johnny Castle (alternándose con Luis Medina), Elsi Colleen como Penny Johnson, Gabriel de Cervantes como Jake Houseman, Carolina Laris como Marjorie Houseman, Crisanta Gómez como Lisa Houseman, Sergio Jurado como Max Kellerman, Juan Pablo Ruiz como Neil Kellerman, Rodrigo Llamas como Billy Kostecki, María Elisa Gallegos como Elizabeth, Ignacio Nass como Robbie Gould, Abel Fernando como Tito Suárez, Xavier del Valle como Mr. Schumacher, Neisma Ávila como Vivian Pressman y Vinicio de la Vega como Moe Pressman encabezaron el reparto de este montaje que fue dirigido por el italiano Federico Bellone. El resto del equipo artístico lo completaron Gillian Bruce en la coreografía, Roberto Comotti en el diseño de escenografía, Jennifer Irwin en el diseño de vestuario, Valerio Tiberí en el diseño de iluminación, Armando Vertullo en el diseño de sonido y Conrad Helfrich en la supervisión musical. La traducción del texto al español corrió a cargo de Álvaro Cerviño, mientras que la dirección musical recayó en David Federico Suzawa.
La puesta en escena mexicana echó el cierre el 18 de septiembre de 2016, pero debido al éxito obtenido regresó al Gran Teatro Molière para realizar una segunda tanda de funciones entre el 26 de diciembre de 2016 y el 6 de febrero de 2017.

### España
En España se estrenó oficialmente el 14 de diciembre de 2016 en el Nuevo Teatro Alcalá de Madrid, protagonizado por Amanda Digón como Baby Houseman, Christian Sánchez como Johnny Castle, Fanny Corral como Penny Johnson, Antonio Reyes como Jake Houseman, Julia Möller como Marjorie Houseman, Lilian Cavale como Lisa Houseman, Antonio M.M. como Max Kellerman, Jorge Galaz como Neil Kellerman, Adrián Salzedo como Billy Kostecki, Brigitte Emaga como Elizabeth, Sergio Arce como Robbie Gould, Pedro Ekong como Tito Suárez, Enrique Cazorla como Mr. Schumacher, Gema Álvaro como Vivian Pressman y Manu Martínez como Moe Pressman. Al igual que en México, el espectáculo fue producido por LetsGo Company y contó con dirección de Federico Bellone, coreografía de Gillian Bruce, diseño de escenografía de Roberto Comotti, diseño de vestuario de Jennifer Irwin, diseño de iluminación de Valerio Tiberí, diseño de sonido de Armando Vertullo y supervisión musical de Conrad Helfrich. El equipo local lo formaron Esteve Ferrer en la dirección de actores, Pedro Arriero en la dirección musical y Félix Sabroso en la traducción del texto al castellano.
La primera temporada en Madrid finalizó el 5 de febrero de 2017 y a continuación el montaje fue transferido al Teatre Tívoli de Barcelona entre el 9 de febrero y el 12 de marzo de 2017. Tras la etapa en la Ciudad Condal, Dirty Dancing regresó a la cartelera madrileña para instalarse en el Nuevo Teatro Alcalá entre el 16 de marzo y el 4 de junio de 2017. Después vendría una amplia gira nacional que incluyó nuevas estancias tanto en Madrid como en Barcelona. En total, la producción fue vista por cerca de 800 000 espectadores durante las más de 740 funciones que se llevaron a cabo.

### Otras producciones
Dirty Dancing se ha representado en países como Alemania, Australia, Austria, Bélgica, Canadá, China, Dinamarca, España, Estados Unidos, Francia, Irlanda, Italia, Luxemburgo, México, Mónaco, Nueva Zelanda, Países Bajos, Reino Unido, Singapur, Sudáfrica, Suecia y Suiza. En las producciones de habla no inglesa únicamente se traducen al idioma local los diálogos y algunas canciones puntuales.
Con vistas a un futuro desembarco en Broadway que nunca llegó a materializarse, un montaje itinerante recorrió algunas ciudades estadounidenses en la temporada 2008/2009. La gira arrancó el 19 de octubre de 2008 en el Cadillac Palace Theatre de Chicago y realizó paradas en la Opera House de Boston y en el Pantages Theatre de Los Ángeles, terminando su andadura el 28 de junio de 2009 en este último escenario.

## Números musicales
* Canciones pregrabadas.

## Repartos originales
| Personaje         | Sídney (2004)    | West End (2006)    | West End (2013)    | México (2016)        | West End (2016)   | España (2016)     | West End (2022)      | West End (2023)    |
| Baby Houseman     | Kym Valentine    | Georgina Rich      | Jill Winternitz    | Ximena Nava          | Katie Hartland    | Amanda Digón      | Kira Malou           | Kira Malou         |
| Johnny Castle     | Josef Brown      | Josef Brown        | Paul-Michael Jones | Diego de Tovar       | Lewis Griffiths   | Christian Sánchez | Michael O'Reilly     | Michael O'Reilly   |
| Penny Johnson     | Nadia Coote      | Nadia Coote        | Charlotte Gooch    | Elsi Colleen         | Carlie Milne      | Fanny Corral      | Carlie Milner        | Charlotte Gooch    |
| Jake Houseman     | Tony Cogin       | David Rintoul      | James Coombes      | Gabriel de Cervantes | Julian Harries    | Antonio Reyes     | Lynden Edwards       | Lynden Edwards     |
| Marjorie Houseman | Helen Buday      | Issy Van Randwyck  | Julia J Nagle      | Carolina Laris       | Simone Craddock   | Julia Möller      | Lori Haley Fox       | Jackie Morrison    |
| Lisa Houseman     | Lelda Kapsis     | Isabella Calthorpe | Emilia Williams    | Crisanta Gómez       | Lizzie Ottley     | Lilian Cavale     | Lizzie Ottley        | Georgina Castle    |
| Max Kellerman     | Russell Newman   | Nigel Williams     | Michael Remick     | Sergio Jurado        | Roger Martin      | Antonio M.M.      | Michael Remick       | Michael Remick     |
| Neil Kellerman    | Jeremiah Tickell | Richard Dempsey    | Stefan Menaul      | Juan Pablo Ruiz      | Greg Fossard      | Jorge Galaz       | Thomas Sutcliffe     | Alastair Crosswell |
| Billy Kostecki    | Ben Mingay       | Ben Mingay         | Wayne Smith        | Rodrigo Llamas       | Michael Kent      | Adrián Salzedo    | Samuel Bailey        | Danny Colligan     |
| Elizabeth         | Deone Zanotto    | Shonagh Daly       | Rosa O'Reilly      | María Elisa Gallegos | Daniela Pobega    | Brigitte Emaga    | Mimi Rodrigues Alves | Lydia Sterling     |
| Robbie Gould      | Andrew Broadbent | Richard Lawrence   | Callum Nicol       | Ignacio Nass         | Robert Colvin     | Sergio Arce       | James McHugh         | Callum Fitzgerald  |
| Tito Suárez       | Ronne Arnold     | Richard Lloyd King | Colin Charles      | Abel Fernando        | Jo Servi          | Pedro Ekong       | Colin Charles        | Colin Charles      |
| Mr. Schumacher    | Ernie Bourne     | Billy Boyle        | Mark Faith         | Xavier del Valle     | Tony Stansfield   | Enrique Cazorla   | Mark Faith           | Tony Stansfield    |
| Vivian Pressman   | Leonie Page      | Rae Baker          | Kate-Emma Portlock | Neisma Ávila         | Camilla Rowland   | Gema Álvaro       | Danielle Cato        | Chrissy Brooke     |
| Moe Pressman      | Lance Strauss    | Jason Griffiths    | Joseph Prouse      | Vinicio de la Vega   | Karl James Wilson | Manu Martínez     | Benjamin Harrold     | Nathan Ryles       |

Reemplazos destacados en la producción mexicana
- Penny Johnson: Sofía Rozanes
- Marjorie Houseman: Irene Barssé
- Lisa Houseman: Diana Santos
- Elizabeth: Dulce López
- Tito Suárez: Juan Navarro
- Moe Pressman: Elam Soria

Reemplazos destacados en la producción española
- Baby Houseman: Eva Conde, Laura Enrech, Sara Ávila
- Johnny Castle: Pablo Ceresuela, Dani Tatay
- Jake Houseman: Paco Morales
- Marjorie Houseman: Sara Pérez, Beàlia Guerra, Lucía Torres, Yolanda García
- Max Kellerman: Álvaro Blázquez, Paco Prado
- Neil Kellerman: Juan Antonio Plazas
- Billy Kostecki: Gerard Martí, Flavio Gismondi, Didac Flores, Javier Ramos, Marc Flynn
- Elizabeth: Juls Sosa, Karina Soro, María Gago, Elena Matateyou
- Robbie Gould: Carlos Ugarriza, Oriol Anglada, Pablo Ceresuela
- Vivian Pressman: Empar Esteve, Alba Feliu, Irene Bayó
- Moe Pressman: Raúl Pardo, Ángel Lara, Antonio Fago

## Grabaciones
Hasta la fecha se han editado los álbumes grabados por los elencos de Australia (2004), Alemania (2006) y Londres (2011).